# Bertil Kristensson
John Bertil Kristensson, född 6 oktober 1939 i Skaftö församling i Göteborgs och Bohus län, död 26 augusti 2018 i Vallentuna distrikt i Stockholms län, var en svensk militär.

## Biografi
Kristensson avlade studentexamen i Uddevalla 1960. Han avlade officersexamen 1963 och utnämndes samma år till fänrik vid Älvsborgs kustartilleriregemente, där han befordrades till löjtnant 1965. Han var kompanibefäl vid Kungliga Sjökrigsskolan 1968–1971, befordrades till kapten 1971 och blev kompanichef vid Sjökrigsskolan 1971. Efter att ha gått Högre stabskursen vid Militärhögskolan var han chef för Sjöoperativa avdelningen vid staben i Övre Norrlands militärområde. År 1974 befordrades han till major och 1976 erhöll han tjänst som detaljchef vid Försvarsstaben. Han befordrades till överstelöjtnant 1978 och var chef för Taktikavdelningen vid Kustartilleriets skjutskola 1982–1983, varefter han tjänstgjorde vid Vaxholms kustartilleriregemente 1983–1985 och var avdelningschef i Marinstaben 1985–1988. Han var chef för Personalutvecklingsavdelningen i Försvarsstaben 1988–1990, befordrades 1989 till överste och var chef för Vaxholms kustartilleriregemente 1990–1992, varpå han var chef för Administrativa avdelningen på Högkvarteret 1994–2000.
Bertil Kristensson invaldes 1982 som ledamot av Kungliga Örlogsmannasällskapet. Han är begravd på Vallentuna kyrkogård.